# Lago Sambuco
O Lago Sambuco é um lago artificial localizado em Fusio, no município de Lavizzara, Ticino, na Suíça. 
Tem uma superfície de 1,11 km². A barragem de Sambuco sobre o rio Maggia foi concluída em 1956. Sua altura máxima é de 130 m de comprimento e 363 m.